# Episodi di The Wire (quinta stagione)
Negli Stati Uniti la quinta stagione ed ultima della serie televisiva The Wire è stata trasmessa dal 6 gennaio al 9 marzo 2008 sul canale americano HBO. 
In Italia è stata trasmessa dal 25 gennaio al 22 febbraio 2011 su FX.
| nº | Titolo originale      | Titolo italiano    | Prima TV USA     | Prima TV Italia  |
| -- | --------------------- | ------------------ | ---------------- | ---------------- |
| 1  | More with Less        | Tirare la cinghia  | 6 gennaio 2008   | 25 gennaio 2011  |
| 2  | Unconfirmed Reports   | Notizie infondate  | 13 gennaio 2008  | 25 gennaio 2011  |
| 3  | Not for Attribution   | Cattive notizie    | 20 gennaio 2008  | 1º febbraio 2011 |
| 4  | Transitions           | Successioni        | 27 gennaio 2008  | 1º febbraio 2011 |
| 5  | React Quotes          | Un passo falso     | 3 febbraio 2008  | 8 febbraio 2011  |
| 6  | The Dickensian Aspect | Misure drastiche   | 10 febbraio 2008 | 8 febbraio 2011  |
| 7  | Took                  | A macchia d'olio   | 17 febbraio 2008 | 15 febbraio 2011 |
| 8  | Clarifications        | Chiarimenti        | 24 febbraio 2008 | 15 febbraio 2011 |
| 9  | Late Editions         | La retata          | 2 marzo 2008     | 22 febbraio 2011 |
| 10 | –30–                  | La fine dei giochi | 9 marzo 2008     | 22 febbraio 2011 |

## Tirare la cinghia
- Titolo originale: More with Less
- Soggetto: David Simon, Ed Burns
- Scritto da: David Simon
- Diretto da: Joe Chappelle
- "Più la bugia è grossa, più se la bevono." - Bunk

### Trama
A causa di tutti i soldi necessari ad estinguere il debito scolastico, Carcetti cerca sempre più ambiti in cui effettuare tagli. Il Dipartimento di Polizia è quello che sembra esserne interessato più di tutti: mesi e mesi di stipendi e straordinari arretrati, tagli alla manutenzione delle volanti e continui nervosismi tra gli agenti. Il sindaco chiede a Rawls e Burrell di tagliare ancora e i due propongono di sospendere le indagini sui cadaveri ritrovati nelle case abbandonate. L'Unità Operativa segue da mesi le mosse di Marlo, sperando di riuscire ad intercettare qualcosa; quello che non sanno però, è che Marlo è perfettamente a conoscenza dei loro pedinamenti e fa finta di stare al gioco. Michael è diventato a tutti gli effetti un uomo di Marlo e questo gli permette di provvedere al mantenimento del suo fratellino e di Dukie. McNulty torna alle vecchie abitudini: l'alcol e le donne. Ora che l'Unità Operativa è stata sospesa, Kima e McNulty tornano alla omicidi, mentre Lester e Sydnor vengono spostati alle indagini sul Senatore Davies. Oltre alla polizia, i tagli del sindaco colpiscono anche il settore giornalistico: Gus Haynes, editore del quotidiano "Baltimore Sun", cerca di risollevare la sua redazione da questa situazione e punta tutto sulla pubblicazione di un articolo che collega la presidente del consiglio della città Nerese Campbell ad un narcotrafficante, Fat-Face Rick. Herc adesso lavora come investigatore privato per l'avvocato Levy.

## Notizie infondate
- Titolo originale: Unconfirmed Reports
- Soggetto: David Simon, William F. Zorzi
- Scritto da: William F. Zorzi
- Diretto da: Ernest Dickerson
- "Questa non è Aruba, bimbo." - Bunk

### Trama
Alle riunioni a cui partecipa, Bubbles si dimostra ancora riluttante a raccontare di Sherrod e ad ammettere i suoi sensi di colpa per la sua morte. Ora che la polizia ha smesso di controllarlo, Marlo torna a pensare agli affari e ordina a Chris e Snoop di trovare Omar e di uccidere alcune persone per suo conto. Durante uno degli agguati però, nonostante gli fosse stato detto di sparare a chiunque uscisse dal retro, Michael vede uscire un bambino e decide di lasciarlo scappare. McNulty si sente molto frustrato sul lavoro, perché arrivano solo piccoli casi senza troppa importanza e perché non arrivano stipendi da mesi, e riversa tutto nell'alcol. In particolare, arriva il caso di un ragazzo con dei chiari segni di strangolamento sul collo; il medico legale afferma che questo dimostri che è un omicidio, ma in realtà i segni sono stati causati dagli uomini della scientifica per portare via il corpo, che si era incastrato, causando la rottura dello ioide. Marlo va in prigione ad incontrare Avon Barksdale, con l'intenzione di mettersi in contatto con gli uomini del Greco ed iniziare a fare affari con loro (e questo significherebbe togliere a Proposition Joe il predominio sullo spaccio di droga). Al "Baltimore Sun", Scott Templeton è incaricato di scrivere un pezzo sul baseball, ma non riesce a trovare nessuna notizia interessante; allora inventa la storia di un bambino disabile che non può permettersi di andare a vedere le partite ma, dato che non fa nessuna foto del ragazzino, Haynes dubita della veridicità della storia. Ora che è impegnato nelle indagini su Clay Davies, Lester chiede a Fitz di proporre ai suoi capi all'FBI di prendere in carico il caso degli omicidi ed i suoi collegamenti con gli uomini di Marlo. All'FBI, però, rifiutano la proposta di Fitz e allora Freamon ricomincia ad indagare sulla banda di Marlo, pur senza autorizzazione. Bubbles decide di dare una mano alla mensa per i poveri che frequenta di solito, iniziando a lavare le pentole. Bunk e McNulty vengono chiamati per un omicidio; quando arrivano sul posto, vedono che si tratta di un uomo che probabilmente è morto per una caduta da ubriaco. Dovendo aspettare l'arrivo della scientifica, Jimmy decide di rompere lo ioide della vittima e fare in modo che si inizi a pensare all'azione di un serial-killer (collegandolo al caso del ragazzo con i segni sul collo), con lo scopo di ottenere degli straordinari pagati. Bunk però decide di non voler avere nulla a che fare con questa pazzia del suo collega e va via.

## Cattive notizie
- Titolo originale: Not for Attribution
- Soggetto: David Simon, Chris Collins
- Scritto da: Chris Collins
- Diretto da: Scott Kecken & Joy Kecken
- "Sono morti dove non conta niente." - Fletcher

### Trama
McNulty si mette all'opera per cercare un altro caso da collegare al finto serial-killer. Tra i recenti casi irrisolti, trova una foto della scena del crimine il cui la vittima ha al polso un nastro rosso e decide di utilizzarlo come "firma", manomettendo anche alcuni fascicoli. Valchek cerca di incoraggiare Carcetti a licenziare Burrell una volta per tutte. Al "Baltimore Sun", il direttore annuncia che ci saranno dei tagli in redazione e tutti i dipendenti iniziano ad essere seriamente preoccupati. Marlo si rivolge a Proposition Joe per farsi ripulire i soldi e ne approfitta per chiedergli dove può trovare Omar; Proposition Joe è restio nel dare informazioni su Omar, ma Cheese dice a Chris che può avere sue notizie da Butchie. Carcetti manda Norman Wilson da Haynes per fargli pubblicare la notizia della vicina uscita di scena di Burrell in favore di Daniels, in modo da vedere le reazioni che scaturiscono da tale notizia. Chris e Snoop vanno da Butchie e lo torturano per spingerlo a parlare ma, dato che non riescono ad avere informazioni, i due lo uccidono ed aspettano che sia Omar a cercare loro, non appena avrà appreso della morte dell'amico. Clay Davies è sempre più nei guai. McNulty nota che la notizia della correlazione tra i finti omicidi (e dunque la presenza di un serial-killer in città) non ha riscosso il clamore sperato e non è stata messa in prima pagina. Bunk chiede a Freamon di parlare con Jimmy per farlo ragionare e convincerlo a smetterla con questa storia ma, contrariamente a quanto sperato, Lester si dimostra favorevole a questa idea e così, insieme a McNulty, decide di fare in modo che i successivi finti omicidi siano molto più eclatanti. Alla fine dell'episodio, Omar viene avvisato della morte di Butchie e ne resta molto turbato.

## Successioni
- Titolo originale: Transitions
- Soggetto: David Simon, Ed Burns
- Scritto da: Ed Burns
- Diretto da: Dan Attias
- "Il mercato lo fa il compratore." - Templeton

### Trama
In una retata in strada, l'agente Colicchio aggredisce un uomo innocente, trascinandolo fuori dalla sua auto. Freamon e Sydnor trovano ulteriori prove per accusare il Senatore Davies per furto e frode. Daniels cerca di chiarire con Burrell la situazione creatasi a causa dell'articolo di giornale voluto dal sindaco. Proposition Joe sa che Omar lo cercherà per la morte di Butchie e dovrà dileguarsi per un po', ed è convinto che sia stato Cheese a dare l'informazione agli uomini di Marlo. I Greci decidono di accettare la richiesta di Marlo di garantirsi un'assicurazione, scavalcando Joe. Campbell viene a sapere le informazioni compromettenti con cui Burrell ha sempre tenuto in pugno Daniels e dice al sindaco che bisogna fare in modo che Burrell se ne vada senza troppo scalpore, per evitare di compromettere la futura carica di Daniels, con la promessa di lasciarlo in una buona posizione. Omar torna in città per vendicarsi di Proposition Joe, ma Slim Charles gli assicura che Joe non avrebbe mai messo in pericolo Butchie e quindi Omar capisce che il colpevole è qualcun altro. Carver si rende conto che la condotta di Colicchio è imperdonabile e decide di denunciarlo, con il sostegno morale di Herc. McNulty e Lester si mettono in contatto con un altro agente che gli fornisce cadaveri di senzatetto appena deceduti per il loro piano. Proposition Joe fa in modo che Marlo parli con l'avvocato Levy per capire come usare al meglio gli assegni derivanti dai suoi conti esteri e nel suo studio incontrano anche Herc. I recenti comportamenti di McNulty cominciano a causare problemi nel suo rapporto con Beadie. Cheese opera nuovamente alle spalle di Proposition Joe e manda Marlo a casa sua; l'uomo sa cosa sta per succedergli e, dopo una breve conversazione, viene ucciso da Chris che gli spara un colpo di pistola alla testa.

## Un passo falso
- Titolo originale: React Quotes
- Soggetto: David Simon, David Mills
- Scritto da: David Mills
- Diretto da: Agnieszka Holland
- "Solo perché stanno per strada non vuol dire che non abbiano idee." - Haynes

### Trama
Omar tiene sotto controllo per alcuni giorni Donnie, un uomo di Marlo. McNulty passa al "Baltimore Sun" la notizia che gli omicidi del serial-killer sono a sfondo sessuale; l'articolo esce in prima pagina ed ottiene il successo sperato. Vondas dà a Marlo un cellulare per tenersi in contatto, pur vietandogli di utilizzarlo per parlare apertamente di affari. Al giornale, a Templeton viene affidato un articolo sui senzatetto ma non riesce ad avere molte informazioni e allora inventa una storia su una famiglia che vive per strada. Tramite Daniels, McNulty riesce ad ottenere dal sindaco i fondi per le indagini sul serial-killer, ma solo per due agenti. Il suo scopo è quello di utilizzare quei soldi per portare avanti, di nascosto, l'indagine su Marlo e tentare d'incastrarlo una volta per tutte. Intanto, Marlo lascia all'avvocato Levy il numero del suo cellulare e Herc decide di copiarlo e passarlo a Carver, il quale a sua volta lo dà a Lester. Quest'ultimo va da Daniels per convincerlo ad usare quel numero per avviare un'intercettazione su Stanfield, ma ottiene un netto rifiuto. In accordo con McNulty, allora, decide di ideare un piano: fare una telefonata al giornale da parte del finto serial-killer ed ottenere così il consenso ad un'intercettazione, ma usarla di nascosto per Stanfield. Però, prima che possano fare qualsiasi cosa, Templeton inventa per primo di aver ricevuto una telefonata dall'assassino e così rende le cose più semplici per i detective. Omar è pronto ad attaccare, ma gli uomini di Marlo lo stanno aspettando per ucciderlo; entrato nell'appartamento di Donnie, viene sorpreso da Chris, Snoop e Michael che iniziano a far fuoco e, per salvarsi, si lancia dal balcone e scappa via.

## Misure drastiche
- Titolo originale: The Dickensian Aspect
- Soggetto: David Simon, David Mills
- Scritto da: David Mills
- Diretto da: Seith Mann
- "Se la cosa ti crea problemi, io ti capisco perfettamente." - Freamon

### Trama
Marlo e i suoi uomini non capiscono come abbia fatto Omar a dileguarsi dopo un salto da un balcone così alto. Lo cercano in tutti gli ospedali della città, ma l'uomo si è medicato da solo le ferite alla gamba dovute alla caduta. Quello che non immaginano, però, è che Omar in realtà si è nascosto nello stesso palazzo da cui è saltato e lo ha lasciato solo il giorno successivo. Carcetti propone ai cittadini la sua idea di riqualificazione dell'area portuale, ma non ottiene molto successo e cerca di rifarsi con il discorso in conferenza stampa sul caso dei senzatetto assassinati. Bunk decide di riprendere i casi dei cadaveri nelle case abbandonate e di iniziare di nuovo le indagini dall'inizio. Grazie alla bugia sulla telefonata del serial-killer, Templeton inizia a ricevere le lodi dei suoi superiori e ad essere preso più in considerazione. Lester decide di raccontare a Sydnor dell'intercettazione segreta del telefono di Marlo e quest'ultimo decide di collaborare. Nelle telefonate non viene mai detto nulla di importante né si parla mai di affari, ma Lester nota che ci sono alcune telefonate (prese dopo il primo squillo) che durano dai 30 ai 40 secondi, nelle quali non viene scambiata alcuna parola, e capisce che devono avere un qualche significato. McNulty è convinto che, grazie al clamore suscitato dal caso dei senzatetto, riuscirà ad ottenere i soldi per degli agenti da mandare a Freamon, ma Landsman boccia la sua richiesta. Marlo prende il comando dell'organizzazione al posto di Proposition Joe e convince gli altri a credere che Joe sia stato ucciso da Omar ed alza il valore della taglia sulla sua testa. Inoltre, cambia totalmente le regole della "cooperativa": abolisce le riunioni, alza il prezzo della droga e mette Monk a capo dei rifornimenti nella zona Ovest e Cheese a capo di quella Est. Omar fa arrivare a Marlo dei messaggi per avvisarlo che lo sta aspettando. Grazie a delle foto scattate da Sydnor, Lester capisce che gli uomini di Marlo comunicano inviandosi foto scattate con i cellulari. In seguito alle dichiarazioni del sindaco, ora per ogni omicidio di un senzatetto vengono immediatamente allertate tutte le autorità e McNulty non riesce più ad essere il primo sulla scena del crimine e questo lo porta alla necessità di ideare un piano B. Con Lester, decide di avvisare il giornale per conto del serial-killer, facendogli sapere che non ci saranno più cadaveri ma solo foto delle vittime prima che scompaiano, in modo da farsi rilasciare un permesso per intercettare quelle fotografie ed usarlo invece, per intercettare le foto degli uomini di Marlo. Bunk trova degli ostacoli nelle indagini sugli omicidi irrisolti. Nella scrivania di Proposition Joe vengono trovati dei documenti riservati del Grand Jury e Rhonda pensa quindi che nel dipartimento di giustizia ci sia una talpa.

## A macchia d'olio
- Titolo originale: Took
- Soggetto: David Simon, Richard Price
- Scritto da: Richard Price
- Diretto da: Dominic West
- "Non si insegna a giurisprudenza." - Pearlman

### Trama
McNulty e Freamon fanno la loro mossa e telefonano a Templeton, inviando la prima foto della falsa vittima; Carcetti allora, rilascia finalmente i fondi necessari e proprio Jimmy vienne messo al comando dell'indagine. Kima viene mandata ad interrogare i familiari delle vittime, mentre Bunk si rifiuta di partecipare, conoscendo la verità. Alcuni detective iniziano ad approfittare della posizione di McNulty, chiedendogli in continuazione di dargli parte dei fondi e la disponibilità di alcune pattuglie. Templeton passa una notte con i barboni per scrivere un articolo sulle loro abitudini e le loro vite; incontra un ragazzo che gli racconta le sue esperienze nei Marines e decide di utilizzare il suo racconto per l'articolo. Bunk interroga Michael per indagare sulla morte del suo patrigno, ma invano. Lester e Jimmy, ottenuta l'autorizzazione all'intercettazione delle foto, riescono ad avere le immagini scambiate tra gli uomini di Marlo e scoprono che sono foto di orologi. Inizialmente ipotizzano che siano orari per gli incontri, ma poi scartano questa possibilità ed iniziano a pensare che sia una sorta di codice. In tribunale, contro ogni previsione dell'accusa, il Senatore Davies riesce a convincere la giuria di essere innocente. Haynes inizia ad essere sempre più convinto che Templeton utilizzi false notizie per i suoi articoli. Kima inizia a stringere un rapporto con il piccolo Elijah e per la prima volta il bambino dorme a casa sua.

## Chiarimenti
- Titolo originale: Clarifications
- Soggetto: David Simon, Dennis Lehane
- Scritto da: Dennis Lehane
- Diretto da: Anthony Hemingway
- "Una balla non è una versione della storia. È una balla." - Terry Hanning

### Trama
McNulty dice a Carver delle indagini segrete su Marlo e gli chiede di unirsi a loro e di aiutarli, mandando alcuni dei suoi uomini. Omar continua la sua missione contro Marlo, ma viene ucciso da un colpo di pistola alla testa da Kenard, un bambino che spacciava con Namond e Dukie, mentre comprava delle sigarette in un negozio. Dukie vorrebbe cambiare vita e trovarsi un lavoro onesto; essendo minorenne, non riesce a trovare nulla se non un lavoretto da aiutante per un uomo che raccoglie e rivende ferro. Non essendoci spazio sul giornale, Haynes non pubblica la notizia della morte di Omar. Bunk va sulla scena del crimine ed accanto al cadavere di Omar trova un foglietto su cui l'uomo aveva appuntato alcune informazioni sugli uomini di Marlo. Al giornale, il giovane marines su cui Templeton aveva scritto l'articolo il giorno prima accusa il giornalista di aver inventato alcuni dettagli sulla storia che gli aveva raccontato e questo non fa altro che aumentare la perdita di fiducia di Haynes verso il suo collega. Bunk trova alcune tracce di DNA sul patrigno di Michael e chiede a McNulty una mano per avere in fretta i risultati. Ottenuti i referti, scopre che il DNA è di Chris Partlow. Per sdebitarsi con Jimmy, gli passa il foglietto di Omar. Kima si concentra molto sul caso del serial-killer; McNulty, per evitarle una perdita di tempo, le dice la verità su caso Stanfield. Gli uomini di Carver sorvegliano la banda di Marlo ma, nonostante questo, non riescono a capire il significato delle foto degli orologi. Sydnor però, riesce a scoprire che non hanno a che fare con l'orario degli incontri, ma che sono un modo per comunicarsi il luogo. Beadie dà a Jimmy un ultimatum per il loro rapporto e lui decide di dire anche a lei la verità sul serial-killer, peggiorando però le cose. Il sindaco Carcetti è costretto a mettersi d'accordo con Campbell, il senatore Davies ed un altro politico, per potersi assicurare una chance per la carica di Governatore. Ora che Bunk ha le prove contro Chris, vorrebbe arrestarlo; questo però comprometterebbe le indagini di Lester e Jimmy e quest'ultimo decide di chiedergli ancora un paio di giorni per chiudere il caso.

## La retata
- Titolo originale: Late Editions
- Soggetto: David Simon, George P. Pelecanos
- Scritto da: George P. Pelecanos
- Diretto da: Joe Chappelle
- "Il merito non c'entra niente con questa storia." - Snoop

### Trama
Freamon, riuscendo a intuire il luogo in cui sta per avvenire una consegna, sente di avere Stanfield e i suoi in pugno; per questo, va da Daniels e gli dice dell'indagine e gli chiede di ottenere i mandati per arrestare Marlo, Chris e Cheese. Carcetti tiene una conferenza stampa per annunciare gli arresti. In cella, Marlo e Chris iniziano a domandarsi chi possa aver parlato, tradendoli, ed iniziano a mostrare qualche dubbio su Michael. Inoltre, Stanfield viene a sapere che Omar aveva messo in giro delle voci su di lui, al fine di farlo uscire allo scoperto, e diventa pieno di rabbia all'idea di non averlo saputo prima. Uno dei giornalisti del "Baltimore Sun" decide di scrivere un articolo su Bubbles. Namond Brice è diventato un ottimo studente e Colvin e sua moglie sono fieri di lui. Il sindaco Carcetti vorrebbe scusarsi con Colvin, ma non ottiene molto successo. Bubbles festeggia il suo primo anniversario dalla disintossicazione ed invita sua sorella a festeggiare con lui al gruppo d'ascolto; la sorella non si presenta, però Bubbles riesce per la prima volta a parlare di Sherrod. Il Senatore Davies spiega a Lester che l'avvocato Levy svolge un ruolo fondamentale nelle organizzazioni criminali. Haynes decide di scoprire se Templeton ha davvero mentito nel suo articolo sul Marine. Snoop incontra Michael per andare ad uccidere un uomo per conto di Marlo; in macchina però, il ragazzo capisce che qualcosa non va e che in realtà Snoop aveva il compito di uccidere proprio lui, così la uccide e scappa. Greggs va da Daniels e gli racconta del finto serial-killer inventato da McNulty. Per paura di ripercussioni, Michael deve andarsene e manda il fratellino a stare da una zia, mentre Dukie va a vivere in strada, con i venditori ambulanti.

## La fine dei giochi
- Titolo originale: -30-
- Soggetto: David Simon, Ed Burns
- Scritto da: David Simon
- Diretto da: Clark Johnson
- "... la vita dei re." - H.L. Mencken

### Trama
Rhonda e Daniels comunicano a Carcetti il fatto che non esiste nessun serial-killer. Lester scopre che la talpa che ha passato i documenti segreti del Grand Jury è Gary DiPasquale. Carcetti vorrebbe tenere nascosta la questione del serial-killer per non pregiudicare la sua corsa come Governatore; Daniels, invece, vorrebbe che tutte le persone implicate subissero le conseguenze delle proprie azioni, ma questo porterebbe dei problemi anche per Rhonda. Dukie mente a Prez per farsi dare del denaro. Lester fornisce a Rhonda Pearlman le prove che Levy ha illegalmente ottenuto informazioni da DiPasquale, ma scopre che sia la donna che Daniels sono a conoscenza del piano del finto killer ed avvisa subito Jimmy. Sia Haynes che McNulty ottengono le prove delle bugie raccontate da Templeton nei suoi articoli. L'avvocato Levy capisce che i suoi clienti sono stati arrestati grazie ad un'intercettazione illegale. Haynes dice al capo della redazione delle bugie di Scott ma, dato che i suoi articoli posso valere il Pulitzer, il capo lo ignora. Dato che arrivare ad un processo sarebbe controproducente per il Dipartimento (perché verrebbero a galla tutte le irregolarità nelle indagini), Rhonda va da Levy per un accordo, ma riesce ad ottenere il carcere solo per Chris, mentre Cheese esce su cauzione; Levy ottiene il rilascio di Marlo, ma solo a patto che il ragazzo esca dal giro degli affari illeciti. Un altro senzatetto viene ucciso e, trovato il colpevole, questo viene usato come capro espiatorio per mettere un punto alla faccenda del serial-killer. Carcetti vorrebbe che Daniels truccasse le statistiche sui crimini, proprio come faceva Burrell prima di lui; Daniels però si rifiuta. Dato che questo potrebbe compromettere la futura carica di Carcetti e la futura elezione di Campbell come sindaco, quest'ultima decide di fargli capire che se non obbedisce dovrà dimettersi, altrimenti il suo fascicolo verrà reso pubblico e con esso anche il suo passato. McNulty e Lester si ritirano dalla polizia e i loro colleghi organizzano una festa di addio, durante la quale Kima gli confessa di essere stata lei a raccontare tutto a Daniels; Jimmy, però, le fa capire di aver fatto la cosa giusta. Daniels decide di dimettersi, per evitare di causare problemi alla carriera di Rhonda. Marlo decide di diventare un uomo d'affari e di vendere i suoi contatti; durante una riunione dei membri dell'organizzazione per mettere insieme i soldi, Slim Charles uccide Cheese per vendicare Proposition Joe e alla fine i Greci incontrano i membri rimanenti della "cooperativa". L'articolo su Bubble viene pubblicato e lui riesce a riallacciare il rapporto con sua sorella. Durante una serata d'affari, Marlo decide di andar via e tornare in strada e capisce che solo quello è il suo posto. Michael si dà alle rapine a mano armata e diventa una sorta di successore di Omar. Lester si ritira definitivamente ed inizia a dedicarsi al suo hobby dei modellini di mobili, in compagnia di Shardene. Scott Templeton vince il premio Pulitzer. Dukie ormai vive con i venditori ambulanti ed inizia a drogarsi. Rhonda Pearlman viene promossa a giudice e Daniels diventa procuratore. Carver viene promosso a Tenente. Carcetti diventa Governatore dello stato del Maryland e promuove Rawls a Sovrintendente della Polizia di Stato, mentre Campbell diventa il nuovo sindaco di Baltimora e Valchek il nuovo Commissario. Il piccolo Kenard viene arrestato. McNulty, che ormai non è più un poliziotto, decide di cercare il senzatetto che aveva usato per la foto inviata al giornale e di prendersene cura.